# Justin Swart
Pour les articles homonymes, voir Swart.
Pas d'image ? Cliquez ici

a Compétitions nationales et continentales officielles uniquement.

b Matchs officiels uniquement.
Dernière mise à jour le 15 octobre 2019.
Justin Swart, né le 23 juillet 1972 à Stellenbosch (Afrique du Sud), est un ancien joueur de rugby à XV sud-africain qui a joué avec l'équipe d'Afrique du Sud entre 1996 et 1997. Il évoluait au poste d'Ailier.

## Carrière

### En province
- Western Province (Afrique du Sud)

### En équipe nationale
Il a effectué son premier test match avec les Springboks le 2 juillet 1996 à l’occasion d’un match contre l'équipe des Fidji (victoire 43-18).

## Palmarès

### Avec les Springboks
- 10 sélections
- 1 essai
- 5 points
- Sélections par saison : 7 en 1996, 3 en 1997.